# Велью (река)

Бассейн Печоры

Велью (Вель) — река в Республике Коми, левый приток реки Печора.
Длина реки — 173 км, площадь водосборного бассейна — 4110 км². Питание смешанное, с преобладанием снегового.
Крупнейшие притоки — Малый Тебук, Большой Тебук, Нибель (правые).
Велью берёт начало на Айювинской возвышенности
Русло реки сильно извилистое, течение медленное. Берега почти на всём протяжении реки представляют собой заболоченный таёжный лес. Верховья необитаемы, в среднем течении в месте, где реку пересекает автодорога Ухта — Вуктыл расположен посёлок Велью, в нижнем течении на берегах несколько деревень.
Велью впадает в Печору на 1288 км от устья выше посёлка Нефтепечорск. Ранее по реке проводился сплав леса.

## Данные водного реестра
По данным государственного водного реестра России относится к Двинско-Печорскому бассейновому округу, водохозяйственный участок реки — Печора от истока до водомерного поста у посёлка Шердино, речной подбассейн реки — Бассейны притоков Печоры до впадения Усы. Речной бассейн реки — Печора.